# Norio Suzuki
Norio Suzuki (鈴木 規郎 Suzuki Norio?), född 14 februari 1984, är en japansk tidigare fotbollsspelare.
I november 2003 blev han uttagen i Japans trupp till U20-världsmästerskapet 2003.